# HMS Vanguard (23)
«Вангард» (англ. Vanguard — «авангард») — британський лінійний корабель періоду Другої світової війни. Був спроєктований у 1939—1941 роках у зв'язку з прогнозованим пізнім терміном уведення в дію лінкорів типу «Лайон». Планувався для термінової побудови з використанням 381-мм гарматних установок, що зберігалися на складах з 1920-х років. Незважаючи на нагальну потребу, закладений у 1941 році лінкор ввести в дію до кінця війни не встигли, а після війни його добудова сповільнилася і він був взятий на озброєння лише у 1946 році, ставши останнім лінкором в історії, а також найбільшим з британських лінкорів. Післявоєнна історія корабля, як і інших лінкорів, виявилася порівняно недовгою. У перші повоєнні роки «Вангард» неодноразово використовувався як королівська яхта, здійснюючи походи у ПАР та Середземномор'я. Крім цього, лінкор деякий час використовувався вже як навчальний, а в окремі періоди служив флагманським кораблем Флоту метрополії. З 1954 року корабель був виведений у резерв і залишався в ньому аж до зняття з озброєння та продажу на злам в 1960 році.

## Історія розробки
Станом на 1939 рік терміни будівництва нових лінкорів типу «Лайон» зривалися. У першу чергу через великі терміни розробки і доведення нових 406-мм гармат, які у 1939 році існували лише на папері. Розробка 356-мм башт для лінкорів типу «Кінг Джордж» супроводжувалася постійними проблемами і стан її був близький до критичного. До того ж ці гармати не задовольняли адміралів за своєю потужністю. Оцінка передбачуваного балансу сил на морі, викладеного в меморандумі від 3 березня 1939 року, також була песимістичною. Франція мала нейтралізувати італійський флот на Середземному морі. До кінця 1943 року передбачалося, що німецьким «Шархнорсту», «Гнейзенау» і 5-ти наступним лінкорам протистоятимуть два «Лайони», п'ять «Кінг Джорджів», «Худ», «Ріпалс» і «Рінаун». Достеменних даних про будівництво лінкорів типу «Ямато» англійська розвідка не мала, але передбачалося що на додаток до 10-ти старих лінкорів японці введуть у дію чотири нових лінкори з 406-мм гарматами і два лінійних крейсери з 320-мм гарматами. Англійці на цьому театрі могли протиставити їм лише два «Лайони», два «Нельсони», п'ять модернізованих «Куін Елізабет» та три тихохідних лінкори типу «Рівендж». Лінійні крейсери передбачалося тримати на європейському театрі, тому особливо гострою була нестача швидкісних важких кораблів.
| Передбачуване співвідношення сил на кінець 1943 року | Передбачуване співвідношення сил на кінець 1943 року | Передбачуване співвідношення сил на кінець 1943 року | Передбачуване співвідношення сил на кінець 1943 року |
| Британія у Європі                                    | Британія у Європі                                    | Німеччина                                            | Німеччина                                            |
| ---------------------------------------------------- | ---------------------------------------------------- | ---------------------------------------------------- | ---------------------------------------------------- |
| лінкори програми 1939 року                           | 2                                                    | нові лінкори                                         | 5                                                    |
| «Кінг Джордж»                                        | 5                                                    | «Шарнхорст»                                          | 2                                                    |
| Лінійні крейсери                                     | 3                                                    | «Дойчланд»                                           | 3                                                    |
| РАЗОМ                                                | 10                                                   | РАЗОМ                                                | 7 + 3                                                |
| Британія на Далекому Сході                           | Британія на Далекому Сході                           | Японія                                               | Японія                                               |
| «Лайон»                                              | 2                                                    | нові лінкори                                         | 4                                                    |
| «Нельсон»                                            | 2                                                    | «Нагато»                                             | 2                                                    |
| «Уорспайт»                                           | 3                                                    | «Фусо»                                               | 2                                                    |
| «Бархем»                                             | 2                                                    | «Конго»                                              | 4                                                    |
| «Ройал Соверен»                                      | 3                                                    | нові лінійні крейсери                                | 2                                                    |
| РАЗОМ                                                | 12                                                   | РАЗОМ                                                | 16                                                   |

У цій ситуації звернули увагу на чотири 381-мм башти Мk I, що залишилися від переобладнаних на авіаносці лінійних крейсерів типу «Корейджес». Як дешеве паліативне рішення запропонували використати ці башти для створення швидкохідного, добре захищеного лінкора з водотоннажністю 40 000 т і швидкістю 30 вузлів. Після модернізації передбачуваний час експлуатації башт мав становити не менше 25 років. Основним завданням нового корабля мало стати полювання за японськими крейсерами: потенційними 320-мм лінійними крейсерами і численними вже існуючими 203-мм важкими крейсерами. І якщо наявність перших була гіпотетичною, то другі були явною загрозою, тому що британські важкі крейсери явно програвали їм за всіма параметрами. Це, по суті, була відроджена концепція лінійного крейсера, такий собі «нео-Худ». За цього, за задумом, за необхідності він мав стати у лінію і протистояти 406-мм лінкорам. Якби отриманий гібрид вийшов вдалим, можна було будувати однотипні йому кораблі, використовуючи 381-мм башти, що вивільнялися при виведенні згідно з договорами зі складу флоту лінкорів типу «Рівендж».
Пропозицію було розглянуто й схвалено Морським штабом. Відділу військово-морського проєктування було поставлено завдання розробити попередній проєкт лінкора з водотоннажністю 40 000 т, швидкістю у 30 вузлів і вісьмома 381-мм гарматами. Було сформовано три попередніх проєкти. Проєкт «15А» мав водотоннажність близько 38 000 т. Проєкт «15С» від проєкту «15В» відрізнявся лише тим, що пропонувалося використовувати силову установку, розроблену для «Лайона». Креслення для неї вже були розроблені і це значно скорочувало терміни розробки. Сам відділ розробки рекомендував варіант «15В», але будувати вирішили «15С», сподіваючись скоротити терміни будівництва. Відділ військово-морського проєктування отримав завдання почати розробку детального проєкту.
Розробку зупинив початок Другої світової війни. 11 вересня 1939 року всі роботи за проєктом було припинено. До проєкту повернулися в грудні 1939 року, коли ним зацікавився Вінстон Черчилль. Йому сподобалася можливість у стислі терміни отримати лінійний корабель, брак яких постійно відчував флот Британії. У лютому 1940 року за розпорядженням Черчилля роботи було відновлено. 27 лютого 1940 року на нараді Адміралтейства було внесено уточнення в технічне завдання. Зокрема, виникла вимога встановити тонкий пояс по краях корабля, збільшити товщину бронювання підбаштових відділень середнього калібру, обладнати броньований допоміжний пост керування в кормі. До складу озброєння включили чотири установки протиповітряних некерованих 178-мм ракет UP. Установки були важкими і пізніше їх було визнано малоефективними. Єдиною перевагою включення їх у проєкт став запас водотоннажності, що з'явився після їх демонтажу.
З урахуванням цих вимог було розроблено проєкт «15D» (41 200 тонн). Він був затверджений 20 травня 1940 року. У проєкт вносилися численні зміни, пов'язані з отриманим досвідом експлуатації лінкорів типу «Кінг Джордж». Затягуванню проєктування сприяло і припинення з червня по жовтень 1940 рік робіт через завантаженість бюро. Зміни вилилися в остаточний проєкт «15Е», який Радою Адміралтейства ухвалила 17 квітня 1941 року.
Замовлення на будівництво було видано 14 березня 1941 року фірмі «John Brown & Company». Повний комплект креслень надійшов на верф через 10 днів і 2 жовтня відбулось офіційне закладення лінкора. 3 листопада новий корабель отримав назву «Вангард». Напад на Перл-Гарбор, потоплення «Принца вельського» і «Ріпалса» зробили будівництво нового лінкора питанням першого пріоритету. Адміралтейство розраховувало ввести його в дію до кінця 1944 року. Чисельність зайнятих на його будівництві робітників довели до 3,5 тис. Але навіть за умов припинення робіт над крейсером «Беллерофон» і торгових суден «John Brown & Company» для побудови лінкора не вистачало кваліфікованих кадрів. Роботи помітно відставали від початкового графіку. У середині 1942 року навіть виникла ідея переробити напівготовий лінкор на авіаносець. Але, розуміючи низьку бойову ефективність такого перебудованого авіаносця, від цієї ідеї відмовилися.
У процесі будівництва врахували досвід потоплення «Принца вельського» і поліпшили протиторпедний захист, а кількість зенітних автоматів збільшили до 76-ти 40-мм і 12-ти 20-мм. Стандартна водотоннажність стала такою ж як у «Худа», сягнувши 42 300 т, а запас палива збільшився до 4850 т. 30 листопада 1944 року «Вангард» був спущений на воду. Церемонію хрещення проводила принцеса Єлизавета. Добудову на плаву до закінчення другої світової війни завершити не встигли. Після війни темп робіт сповільнився і лінкор вийшов на приймальні випробування лише в квітні 1946 року. Загальна вартість будівництва становила £ 11 530 503. У цю вартість входили також £ 3 186 868 за озброєння, без урахування вартості башт головного калібру.
| Дані проєктів лінкора «Вангард» | Дані проєктів лінкора «Вангард» | Дані проєктів лінкора «Вангард» | Дані проєктів лінкора «Вангард» | Дані проєктів лінкора «Вангард» | Дані проєктів лінкора «Вангард» | Дані проєктів лінкора «Вангард» | Дані проєктів лінкора «Вангард» |
| проєкт                          | 15А                             | 15В                             | 15С                             | 15D                             | 15Е                             | «Вангард» вересень 1942         | «Вангард» 1946                  |
| ------------------------------- | ------------------------------- | ------------------------------- | ------------------------------- | ------------------------------- | ------------------------------- | ------------------------------- | ------------------------------- |
| Довжина максимальна, м          | 236,4                           | 245,5                           | 245,5                           | 246,7                           | 246,7                           | 247,8                           | 248,2                           |
| Ширина, м                       | 31,7                            | 32                              | 32                              | 32,2                            | 32,9                            | 32,9                            | 32,9                            |
| Осадка середня, м               | 8,8                             | 9,1                             | 9,1                             | 9                               | 8,9                             | 9,09                            | 9,38                            |
| Потужність максимальна, к.с.    | 110 000                         | 143 000                         | 130 000                         | 130 000                         | 130 000                         | 130 000                         | 130 000                         |
| Швидкість максимальна, вузли    | 29,2                            | 31                              | 30                              | 30,25                           | 30,25                           |                                 | 30                              |
| Запас палива, дов. т            | 3800                            | 3800                            | 3800                            | 3800                            | 4100                            | 4850                            | 4950                            |
| Розподіл ваг, дов. т            |                                 |                                 |                                 |                                 |                                 |                                 |                                 |
| Корпус                          | 14300                           | 15500                           | 15500                           | 15600                           | 16100                           | 16500                           | 18657                           |
| Бронювання                      | 14000                           | 14450                           | 14300                           | 15500                           | 15200                           | 15350                           | 14741                           |
| Енергетична установка           | 2750                            | 3450                            | 3200                            | 3250                            | 3250                            | 3150                            | 3251                            |
| Озброєння                       | 5900                            | 5900                            | 5900                            | 5750                            | 5950                            | 6100                            | 6718                            |
| Обладнання                      | 1100                            | 1100                            | 1100                            | 1100                            | 1100                            | 1200                            | 1247                            |
| Стандартна водотоннажність      | 38 050                          | 40 400                          | 40 000                          | 41 200                          | 41 600                          | 42 300                          | 44 614                          |

## Конструкція

### Корпус
Спочатку форма корпусу «Вангарда» мало відрізнялася від форми «Кінг Джорджів». Через вимоги забезпечити можливість ведення вогню головного калібру за нульового кута піднесення прямо вперед, палуба останніх не мала підйому в носі. Через це палубу постійно заливало і «Кінги» вважалися «мокрими» кораблями. Однак на практиці такий вогонь приводив до руйнування палуби, що робило її непридатною. Тому від такої вимоги відмовилися і новий лінкор отримав похилий форштевень та значний підйом палуби в носі. Хоча висота надводного борту в середині корабля 6,9 м була практично такою ж як на «Кінг Джорджах», поблизу форштевня вона становила 11,2 м проти 8,45 м. Більшою вона була і в кормі — 7,8 м проти 7,2 м. «Вангард» мав три хвилерізи — один на середині півбака та два перед носовими баштами. Завдяки всьому цьому він не занурювався носом у воду на хвилюванні, був «сухим» навіть за поганої погоди і мав добру морехідність аж до повного ходу у 30 вузлів. За цим показником вважався найкращим лінкором Британії, а то й світу.
| Порівняльна висота надводного борту британських лінкорів, м | Порівняльна висота надводного борту британських лінкорів, м | Порівняльна висота надводного борту британських лінкорів, м | Порівняльна висота надводного борту британських лінкорів, м | Порівняльна висота надводного борту британських лінкорів, м | Порівняльна висота надводного борту британських лінкорів, м | Порівняльна висота надводного борту британських лінкорів, м |
| Корабель                                                    | «Кінг Джордж V»                                             | «Лайон»                                                     | проєкт 15D                                                  | проєкт 15Е                                                  | «Вангард» 1942                                              | «Вангард» 1 946                                             |
| ----------------------------------------------------------- | ----------------------------------------------------------- | ----------------------------------------------------------- | ----------------------------------------------------------- | ----------------------------------------------------------- | ----------------------------------------------------------- | ----------------------------------------------------------- |
| ніс                                                         | 8,46                                                        | 8,53                                                        | 9,91                                                        | 9,91                                                        | 11,18                                                       | 11,28                                                       |
| центр                                                       | 6,93                                                        | 6,86                                                        | 6,86                                                        | 7,01                                                        | 6,91                                                        | 7,01                                                        |
| корма                                                       | 7,24                                                        | 7,47                                                        | 7,47                                                        | 7,62                                                        | 7,52                                                        | 7,77                                                        |

«Вангард» вважався досить стійкою гарматною платформою — період хитавиці становив 14,3 с, приблизно стільки ж як у «Кінг Джорджа». Через довгий корпус маневреність не була ідеальною, але особливих нарікань не викликала. Корабель добре слухався керма і на повному ходу за максимальної перекладки керма на борт у 35° мав діаметр тактичної циркуляції 1000 м. Максимальний крен становив 7,5°. На повному ходу після подачі команди «повний назад» час повної зупинки становив 4,75 хв. Єдиним неприємним моментом була вібрація за повної перекладки керма на швидкостях близько 20 вузлів, через що вона не рекомендувалася.
| Параметри остійності                       | при кренуванні в червні 1946 року | при кренуванні в червні 1946 року | при кренуванні в червні 1946 року | при кренуванні в червні 1946 року | при наявності пробоїн вище від броньової палуби (1946 рік) | при наявності пробоїн вище від броньової палуби (1946 рік) |
| Параметри остійності                       | стандартна водотоннажність        | полегшений корабель               | бойова водотоннажність            | повна водотоннажність             | полегшений корабель                                        | повна водотоннажність                                      |
| ------------------------------------------ | --------------------------------- | --------------------------------- | --------------------------------- | --------------------------------- | ---------------------------------------------------------- | ---------------------------------------------------------- |
| водотоннажність, дов. т                    | 44500                             | 45116                             | 50145                             | 51420                             | 45116                                                      | 51420                                                      |
| метричних                                  | 45212                             | 45838                             | 50947                             | 52243                             | 45838                                                      | 52243                                                      |
| метацентрична висота, м                    | 1,76                              | 1,80                              | 2,28                              | 2,50                              | 1,10                                                       | 1,89                                                       |
| кут максимального відновлюючого моменту, ° | 35                                | 35                                | 34,4                              | 35                                | 14                                                         | 10                                                         |
| кут втрати остійності, °                   | 60,5                              | 60,7                              | 65,3                              | 68                                | 25                                                         | 18                                                         |

У порівнянні з попередніми типами було покращено поділ на відсіки. Кількість водонепроникних відсіків довели до 27. Вперше водонепроникні перегородки довели до головної палуби і по краях корпусу. У всіх цих відсіках були водонепроникні вертикальні шахти. Загальна кількість водонепроникних приміщень нижче від головної палуби дорівнювала 1059. 10 перегородок вище від середньої палуби для запобігання швидкого поширення води також були водонепроникними.
З погляду організації боротьби за живучість весь корабель був розбитий на 6 секцій, у кожній був свій дивізіон боротьби за живучість із керівником. Кожна секція мала свій пост енергетики й живучості. Крім них були також головний і допоміжний пости. Розподіл на секції дозволяв керівнику дивізіону швидше на місці приймати рішення у надзвичайній ситуації за порушень зв'язку. Але це вимагало більшої координації робіт людей, що працювали в сусідніх секціях.
Умови перебування екіпажу постаралися поліпшити. Лінкор був розрахований на дії у будь-яких широтах. Для експлуатації в умовах північних широт використовувався обігрів парою для більшості постів і систем озброєння. Для служби в тропіках була встановлена система кондиціювання у відсіках нижче броньової палуби і вище від неї у всіх приміщеннях з «чутливою» апаратурою — приміщеннях операторів радарів, обчислювальних центрів СУАВ, пунктів управління авіацією, радіостанцій тощо. Під поверхнями, які сполучалися з зовнішнім середовищем, для теплоізоляції були закладені азбестові підкладки.
Попри всі заходи умови проживання не були ідеальними. За первинним проєктом за використання корабля як флагманського екіпаж повинен був складатися з 76 офіцерів та 1412 старшин і матросів. Постійне збільшення зенітного озброєння, систем виявлення і управління призвело до переповнення ряду приміщень за бойової тривоги. Особливо це стосувалося таких приміщень, як бойовий інформаційний центр. Щоб уникнути скупченості екіпажу в робочих і спальних приміщеннях, управління кораблебудування видало спеціальний меморандум, за яким екіпаж не мав перевищувати 1975 осіб, у тому числі 115 офіцерів.

### Бронювання
Схема бронювання цитаделі «Вангарда» практично повторювала схему «Кінг Джорджа» і «Лайона». З одного боку на розробку іншої схеми просто не було часу і це призвело б до додаткових витрат. З іншого боку вона так і не була перевірена у реальному бою, тому у британців просто не було підстав вважати, що вона не є ефективною. Високий головний пояс мав довжину 140 м. Через неможливість виготовити броньові плити висотою 7,3 м він виготовлявся з трьох рядів плит. Ряди плит були зміщені один відносно одного — середній був зміщений на половину плити відносно верхнього і нижнього. Перші два ряди були постійної товщини, нижній ряд був скошений клином до нижньої кромки. Плити кріпилися до обшивки броньованими болтами, а у районі стиків стикувалися між собою за допомогою шпонок. Товщина головного пояса була зменшена на 1 дюйм (25,4 мм) у порівнянні з «Кінг Джорджем» — у районі погребів він мав товщину 356 мм (замість 381 мм) і 343 мм у центральній частині (замість 356 мм). У нижній частині по всій довжині він був скошений до 114 мм. За кінцевими баштами в носі і кормі головний пояс приблизно на 12 м продовжувався перехідним поясом. Він захищав погріб від попадань на гострих курсових кутах. Товщина цього пояса поступово зменшувалася від 343 мм до 305—260 мм. Замикали головний пояс траверси товщиною 305 мм. При найневигідніших умовах зустрічі пояс захищав від 381-мм снарядів: погреби — на дистанції від 75-80 каб, а машини — на дистанції від 85-90 каб.
З досвіду бойових дій незахищені краї легко руйнувалися навіть снарядами есмінців і крейсерів та осколками, що призводило до значних затоплень. Наявність поперечних водонепроникних перегородок допомагала мало, оскільки вони теж пробивалися. Тому на «Вангарді» відійшли від схеми «все або нічого» і по краях встановили броньовий захист. Головний пояс по краях продовжувався поясом з нецементованої броні товщиною 51-64 мм. У носовій частині він мав висоту 2,45 м і закінчувався за 3,5 м від форштевня. У кормі він був вищим — 3,4 м і прикривав кермові відсіки. Завдяки формі корпусу він мав значний нахил верхнім краєм назовні. Додатково були встановлені 25-мм поздовжні перебірки. Пояс вважався «протиосколковим». Основним його призначенням був захист від осколків та локалізація ушкоджень від снарядів крейсерів та есмінців. Але за сприятливих кутів зустрічі снаряда з бронею він міг захистити від бронебійних снарядів середніх калібрів, а також забезпечував непоганий захист від фугасних снарядів, які були поширенішими.
| Максимальна дальність пробиття 64-мм броні при попаданні снаряда по нормалі | Максимальна дальність пробиття 64-мм броні при попаданні снаряда по нормалі | Максимальна дальність пробиття 64-мм броні при попаданні снаряда по нормалі |
| Калібр, мм                                                                  | маса снаряда, кг                                                            | дальність, м                                                                |
| --------------------------------------------------------------------------- | --------------------------------------------------------------------------- | --------------------------------------------------------------------------- |
| 152                                                                         | 50,8                                                                        | 16 500                                                                      |
| 150                                                                         | 45,5                                                                        | 18 300                                                                      |
| 133                                                                         | 37,2                                                                        | 11 900                                                                      |
| 120                                                                         | 28,1                                                                        | 10 500                                                                      |
| 120                                                                         | 22,7                                                                        | 5900                                                                        |
| 114                                                                         | 24,9                                                                        | 9600                                                                        |

Броньова палуба йшла по верхньому краю головного поясу. Вона мала товщину 152 мм над погребами та 127 мм над іншою частиною цитаделі. Над погребами настелили додатковий шар броні у 37 мм, що дало сумарну товщину захисту 7,5 дюймів (190 мм). На носі броньова палуба продовжувалася товщиною 125-мм від носового траверзу до кінця 280-мм броні. Далі на усій протяжності «протиосколкового» пояса вона мала товщину 64 мм, закінчуючись за 3,5 м від форштевня. У цій палубі постаралися зробити якомога менше вирізів і найбільшим з них була якірна шахта. У кормовій частині броньова палуба була більшої товщини — 114 мм, тому що прикривала валопроводи та приводи стерна. Вона замикалася траверзом товщиною 100 мм, встановленим по задній стінці кермового відділення.
На «Принці Вельскому» у бою з «Бісмарком» снаряд пробив борт, легкі перегородки ПТЗ і застряг у 44-мм протиторпедній перегородці. На щастя для англійців, він не вибухнув. Але усвідомивши можливі наслідки такого вибуху, на «Вангарді» на ділянці погребів додатково встановили 37-мм поздовжні перегородки.
Традиційно для британського лінкоробудування, бажаючи заощадити хоча б десяток тонн броні, бронювання барбетів мало змінну товщину. Найтовстішими були бічні стінки. Внутрішні, прикриті іншим барбетом або надбудовами і краями, мали меншу товщину. Над головною броньовою палубою барбет 2-ї, 3-ї та 4-ї башт у секторі 30° в обидва боки від діаметральної площини мали товщину 280 мм. У 4-ї башти найближчий до країв внутрішній 280-мм сектор був у 33°. Наступний сектор у 25° йшов товщиною 305-мм. Бічні стінки мали 330 мм. У носовій башті № 1 передній сектор мав товщину 305 мм лише 20° в кожен бік від діаметральної площини. Але внутрішні сектори 280-мм і 305-мм броні були ширшими — по 45° на борт .
Попри трагічні наслідки влучання снаряда в бойову рубку «Принс оф Уеллс» у бою у Данській протоці, на «Вангарді» британці не відійшли від своєї концепції її бронювання. Вважаючи, що ймовірність попадання у бойову рубку мала, її товщина була значно меншою, ніж на лінкорах інших країн. Передня стінка рубки мала товщину 76 мм, решта стінок і дах — 63,5 мм.
Рівень протиосколкового захисту об'єктів на містках і надбудові значно зріс. Більшість постів і органів керування кораблем отримали захист з нецементованної броні товщиною від 25 до 51 мм. Загальна маса протиосколкового захисту була досить солідною, доходячи до 3000 т.
| Вагові складові бронювання проєкту 15Е за специфікацією 1942 року  | Вагові складові бронювання проєкту 15Е за специфікацією 1942 року | Вагові складові бронювання проєкту 15Е за специфікацією 1942 року |
| ------------------------------------------------------------------ | ----------------------------------------------------------------- | ----------------------------------------------------------------- |
| Вид бронювання                                                     | довгих тон                                                        | метричних тон                                                     |
| Головний пояс, включаючи продовження в носі і кормі поза цитаделлю | 4666                                                              | 4740,9                                                            |
| траверзи                                                           | 516                                                               | 524,3                                                             |
| барбети                                                            | 1500                                                              | 1524,1                                                            |
| Головна палуба, включаючи підкріплення барбетів                    | 4153                                                              | 4219,7                                                            |
| Нижня палуба у носі                                                | 362                                                               | 367,8                                                             |
| Нижня палуба у кормі                                               | 578                                                               | 587,3                                                             |
| Додаткові перебірки                                                | 75                                                                | 76,2                                                              |
| Бойова рубка                                                       | 44                                                                | 44,7                                                              |
| Кормова резервна бойова рубка і комунікаційні труби                | 57                                                                | 57,9                                                              |
| Бронювання КДП                                                     | 31                                                                | 31,5                                                              |
| Протиосколковий пояс по краях                                      | 218                                                               | 221,5                                                             |
| Протиторпедні перебірки                                            | 1375                                                              | 1397,1                                                            |
| Додаткове бронювання погребів                                      | 626                                                               | 636,0                                                             |
| Бронювання димоходів                                               | 52                                                                | 52,8                                                              |
| Протиосколкові перебірки по краях                                  | 33                                                                | 33,5                                                              |
| Каземати 133-мм гармат                                             | 443                                                               | 450,1                                                             |
| Кругові підкріплення перебірок                                     | 80                                                                | 81,3                                                              |
| Броньові колосники                                                 | 24                                                                | 24,4                                                              |
| Протикульове бронювання містків                                    | 110                                                               | 111,8                                                             |
| Бронювання 133-мм башт                                             | 17                                                                | 17,3                                                              |
| Підкладка під броню                                                | 40                                                                | 40,6                                                              |
| РАЗОМ                                                              | 15000                                                             | 15240,8                                                           |

### Конструктивний підводний захист
Захист «Кінг Джорджів» ґрунтувався на результатах досліджень за програмою «Джоб-74» і розраховувався на протистояння торпеді із зарядом 454 кг тринітротолуолу. Досвід показав, що його конструкція була неефективною. У бою в Сіамській затоці «Принс оф Уеллс» фактично вийшов з ладу після влучання двох авіаційних торпед удвічі слабшого заряду, а після шести він пішов на дно. Серед причин такого провалу називалися недостатня висота поздовжніх перегородок, що доходили лише до рівня нижньої палуби, їх помилкове кріплення заклепками у верхній частині до сталевих корпусних конструкцій, можливість затоплення приміщень через верх ПТЗ, прикритий лише легкою перегородкою із суднобудівної сталі, мала глибина (всього 4 м) зони розширення газів. До того ж великі порожні об'єми поза ПТП, що могли затоплюватися, приводили до необхідності контрзатоплення відсіків ПТЗ протилежного борту, що знижувало ефективність їх роботи.
Незважаючи на явний провал конструкції підводного захисту «Кінг Джорджа», на «Вангарді» вона не зазнала істотних змін. Але було вжито низку заходів щодо усунення виявлених недоліків. Підводний захист складався з трьох шарів. Перший, найближчий до борту порожній відсік, служив камерою розширення і його завданням був розподіл тиску вибуху на якомога більшу площу. Середній відсік виступав як камера поглинання — він був заповнений рідиною і його завданням було гасіння ударної сили вибухової хвилі та зменшення швидкості осколків. Внутрішній відсік був порожнім, для того щоб виключити гідравлічний удар від середнього відсіку на наступні шари ПТЗ. Внутрішньою границею цього відсіку була броньова протиторпедна перебірка (ПТП) товщиною від 37 до 44 мм. Між нею та внутрішніми відсіками був ще невеликий фільтраційний відсік, завданням якого було утримання течі, що пройшла через ПТП. Глибина ПТЗ у порівнянні з «Кінг Джорджем» була збільшена, але в найширшому місці вона однаково не перевищувала 4,75 м, в районі кінцевих башт вона зменшувалася до 2,6-3 м. Також недостатньою вона була й у зоні носових котельних відділень.
Верхня частина ПТЗ була посилена, а висота усіх протиторпедних перебірок була збільшена на одну міжпалубну відстань і доходила тепер до рівня середньої палуби. Це збільшувало об'єм камери розширення і знижувало ймовірність руйнування верхньої частини ПТЗ. Звернули увагу й на водонепроникність відсіків, розташованих за бронею в районі ватерлінії. На «Принс оф Уеллс» у цьому місці були душові, через негерметичні стінки і стелю яких поширювалося затоплення. Душові перенесли палубою вище і тепер вони розташовувались на середній палубі .
| Характеристики протиторпедного захисту по довжині корабля | Характеристики протиторпедного захисту по довжині корабля | Характеристики протиторпедного захисту по довжині корабля | Характеристики протиторпедного захисту по довжині корабля | Характеристики протиторпедного захисту по довжині корабля |
| Шпангоут                                                  | Місце                                                     | Глибина ПТЗ                                               | Товщина ПТП, мм                                           | Стійкість ПТЗ кг ТНТ                                      |
| --------------------------------------------------------- | --------------------------------------------------------- | --------------------------------------------------------- | --------------------------------------------------------- | --------------------------------------------------------- |
| 74                                                        | Передня частина погребу першої башти                      | 2,62                                                      | 44,45                                                     | 213                                                       |
| 92                                                        | Між погребами першої та другої башти                      | 3,58                                                      | 44,45                                                     | 395                                                       |
| 110                                                       | Задня частина погребу другої башти                        | 4,14                                                      | 44,45                                                     | 544                                                       |
| 134                                                       | Початок носового котельного відділення                    | 4,09                                                      | 38,1                                                      | 445                                                       |
| 156                                                       | Між носовими машинним і котельним відділеннями            | 4,29                                                      | 38,1                                                      | 499                                                       |
| 178                                                       | Початок кормових котельних відділень                      | 4,57                                                      | 38,1                                                      | 590                                                       |
| 200                                                       | Між кормовими котельними і машинними відділеннями         | 4,29                                                      | 38,1                                                      | 499                                                       |
| 222                                                       | Кінець кормового машинного відділення                     | 4,32                                                      | 38,1                                                      | 590                                                       |
| 236                                                       | Кінець погребів кормових 133-мм гармат                    | 3,96                                                      | 44,45                                                     | 490                                                       |
| 247                                                       | Передня частина погребу четвертої башти                   | 3,61                                                      | 44,45                                                     | 408                                                       |
| 283                                                       | Задня частина погребу четвертої башти                     | 2,97                                                      | 44,45                                                     | 272                                                       |

### Енергетична установка
Конструкція силової установки була досить консервативною, взята від проєкту «Лайона», а для того, у свою чергу, запозичена у «Кінг Джорджа». Тому параметри пари — тиск 28 атм, температура 370°С — були низькими не тільки за мірками 1940-х, але й для 1930-х років. Технічна відсталість британської промисловості не дозволила створити для турбо-зубчастого агрегату двоступеневий редуктор. Тому був застосований одноступінчатий з передавальним числом 1:10.
Для більшої живучості чотиригвинтова силова установка була розбита на 4 блоки з індивідуальним приводом на гвинт. У кожен блок входили котельне відділення на два котли, турбінне відділення і відсік допоміжних механізмів. Кожен блок оснащувався відокремленою системою подачі палива, води та масла. Також для збільшення живучості котельні і турбінні відділення обох бортів чергувалися в шаховому порядку. При цьому вали зовнішніх гвинтів вийшли значно довшим від внутрішніх.
Головною проблемою була необхідність збільшення потрібної потужності силової установки у зв'язку зі збільшенням водотоннажності. Конструктори вирішили це завдання найпростішим способом — форсуванням турбін. Якщо за первинним проєктом потужність одного блоку мала бути 30 000 к.с. за 245 об/хв на валах, то наприкінці 1942 року був прийнятий форсований режим з потужністю блоку 32 500 к.с. за при 250 об/хв. Це давало сумарну потужність 130 000 к.с. і забезпечувало 30 вузлів за стандартної водотоннажності 42 300 т та 28,5-29 вузлів за повної тоннажності (485 00—49 100 тонн). Хоча проєктну водотоннажність було перевищено на 2000 т, на випробуваннях «Вангард» з водотоннажністю 45 720 т розвинув 31,57 вузла при 256,7 об/хв і потужності на валах 135 650 к.с. Завдяки вдалим обрисам корпусу в липні 1946 року на мірній милі в Ерран він показав швидкість 30,38 вузла при водотоннажності 51 070 т. Потужність становила 132 950 к.с. при 250,6 об/хв. Британці на випробуваннях не практикували надзвичайного форсування силової установки, тому є підстави вважати що «Вангард» міг розвинути швидкість і вищу за 31,5 вузла.
Пара вироблялася вісьмома трибарабанними котлами «адміралтейського» типу. Максимальний робочий тиск у котлах становив 32 атм, а на вході у турбіни він знижувався до 28 атм.
У кожному машинному відділенні була одна турбіна високого тиску й одна низького тиску переднього ходу з приводом на вал через подвійну гелікоїдну передачу. Турбіна заднього ходу була виконана в одному корпусі з турбіною низького тиску. Спочатку пропонувалося встановити крейсерські турбіни з підключенням через зубчастий редуктор, але наприкінці 1942 року від них відмовилися, бажаючи заощадити додаткові 100 т ваги. Проте вона все одно виросла за рахунок інших агрегатів і у підсумку вага силової установки залишилася на проєктному рівні 3250 довгих т.
Всі чотири гребні гвинти були трилопатєвими діаметром 4,5 м і виготовлялися з марганцевої бронзи. На «Принс оф Уеллс» зони обертання гвинтів перекривалися приблизно на 0,5 м, що призвело до виходу з ладу двох валів у результаті одного торпедного влучання. Тому на «Вангарді» відстань між осями внутрішніх і зовнішніх валів збільшили з 10,2 до 15,7 м.
Неприємною особливістю силової установки була поява вібрації на високих обертах, особливо сильної за 200 об/хв, що відповідали швидкості у 24 вузли. Одним з рішень цієї проблеми було використання різного режиму роботи зовнішніх та внутрішніх валів. Та ж швидкість за меншої вібрації досягалася при обертанні внутрішніх валів зі швидкістю 222 об/хв, а зовнішніх — 174 об/хв. Також було прийнято рішення замінити внутрішні гвинти на п'ятилопатєві. Але всі ці заходи остаточно проблему не вирішили й на швидкості 24 вузли було введено обмеження на перекладку керма не більше ніж на 10°.
Виходячи з досвіду експлуатації «Кінг Джордж», збільшили висоту просвіту в турбінних та котельних відділеннях і поставили потужнішу вентиляцію. За результатами аналізу причин загибелі «Принс оф Уеллс» приділили ретельнішу увагу конструкції агрегатів та їх ударостійкості. Передбачили додаткове охолодження пари та усунення конденсату. Поліпшили конструкцію передньої частини топок та форсунок. Підвищили ударостійкість футерування топок, яка на «Кінг Джордж» була схильна до розтріскування за ударів. Для пом'якшення наслідків вибуху були використані запобіжні пристрої. Завдяки ізоляції турбінних відділень і герметизації турбін вони могли працювати при частково і навіть повністю затоплених турбінних відділеннях. Головні вентилі паропроводів отримали крім ручного ще й дистанційний гідравлічний привод з управлінням від центрального поста або спеціального поста управління машинною установкою. На відміну від типу «Кінг Джордж» це дозволяло керувати машинною установкою при повному затопленні турбінного відділення. Також передбачався незалежний «перехресний» паропровід між чотирма блоками машин, що теоретично дозволяло подавати пару на турбіни блоку, у якому вийшли з ладу котли. Неможливість такого перемикання була однією з причин швидкої втрати ходу лінкором «Принс оф Уеллс». Ще однією причиною швидкого затоплення останнього був розкиданий зірваним валом валопровід. У цьому відношенні все що могли зробити крім рознесення ліній валів, це поліпшити герметизацію сальників валопроводів.
Ще однією невирішеною проблемою була дальність плавання. Через одноступінчатий редуктор ККД турбін на крейсерських ходах був низьким і силова установка вийшла оптимізованою для режиму повного ходу. Було вжито заходів щодо зниження годинної витрати палива з 363 до 290 г/к.с. на годину. Запас палива замість 4100 т за проєктом збільшили до 4425 т нафти і 427 т дизельного пального. Це було зроблено за рахунок розширення бортових цистерн у середній частині корпусу на 0,7 м і використанню відсіків подвійного дна під кінцевими баштами ГК. Нафту з останніх потрібно було витрачати у першу чергу через вибухонебезпечність при підводних вибухах. Попри вжиті заходи, закладену у 1941 році вимогу по дальності (14 000 миль на 10 вузлах) виконати не вдалося. При чистому дні на найекономічнішому ходу 14 вузлів дальність становила близько 8400 миль. У помірних широтах після 6-місячної служби внаслідок обростання дна хід падав до 13 вузлів, а дальність — до 7400 миль. У тропіках падіння було більшим — до 11,5 вузлів і 6100 миль відповідно. Трохи краще «Вангард» виглядав на високих швидкостях ходу. При чистому дні дальність на 20 вузлах становила 6950 миль, на 25 вузлах — 5350 миль, 3380 на 28 і 3600 на 29,5 вузлах. Після півроку служби для повного ходу ці цифри падали на 8 % у північних водах і 19 % у тропіках, для помірних ходів падіння було більшим — на 17 % і 35 % відповідно.
| Дальність плавання, миль | Дальність плавання, миль | Дальність плавання, миль | Дальність плавання, миль |
| Швидкість, вузли         | При чистому дні          | Через 6 місяців служби   | Через 6 місяців служби   |
| Швидкість, вузли         | При чистому дні          | у помірних широтах       | у тропіках               |
| ------------------------ | ------------------------ | ------------------------ | ------------------------ |
| Економічний хід          | 8414                     | 7413                     | 6100                     |
| 15                       | 8250                     | 7150                     | 5700                     |
| 20                       | 6950                     | 5800                     | 4500                     |
| 25                       | 5350                     | 4400                     | 3350                     |
| 29,5                     | 3600                     | 3350                     | 2900                     |

### Електрообладнання та допоміжні механізми
За первинним проєктом на «Вангарді» передбачалось встановлення 6-ти турбогенераторів та 2-х дизель-генераторів, що виробляли постійний струм напругою 220 В. Усі вони об'єднувалися у кільцеву магістраль. Досвід війни, особливо втрата електроживлення крейсером «Белфаст» після підриву на донній міні, змусив переглянути склад і компоновку обладнання. Під час спуску на воду на «Вангарді» стояли 4 турбогенератори потужністю по 480 кВт і 4 дизель-генератори по 450 кВт. Генератори розміщувалися у 8 окремих приміщеннях. 2 турбогенератори знаходились у відсіках з боків від носових котельних відділень. Ще два, що призначалися для резервного живлення на стоянці, були встановлені у відсіку допоміжних генераторів між передніми турбінними відділеннями. Два дизель-генератори знаходилося спереду носового КВ, з боків від погребів 133-мм гармат. Ще два розміщувалися по боках від задніх турбінних відділень. По всій довжині корпусу під броньовою палубою знаходилося 18 щитових приміщень, які об'єднували генератори зі споживачами струму.
Спочатку резервний запас прісної води становив 390 тонн, але потім у 1947 році його вирішили спочатку збільшити до 490 т, а у 1948 році довели до 590 тонн. На час введення у дію лінкор ніс один опріснювач продуктивністю 200 т води на добу і три по 100 т. Перший служив для основних потреб корабля, у тому числі під час стоянки. Три інших були розподілені між окремими приміщеннями. Через декілька років після початку служби вони були визнані непрактичними і замінені опріснювачами продуктивністю 200 т на добу.
Для постачання стисненим повітрям високого тиску використовувалися 4 компресори потужністю по 95 к.с. Це повітря використовувалось для продування стволів гармат, стартерів дизелів тощо. Існувала також магістраль низького тиску, яку обслуговували два компресори з приводами по 26 к.с.
Механізми гідропривіду башт ГК включали 4 насоси з турбоприводом, які знаходились в окремих відсіках. Робочий тиск насосів 80 атм, подача — до 28 л/хв.

### Озброєння

#### Головний калібр
| Бронепробиття гармат британських лінкорів | Бронепробиття гармат британських лінкорів | Бронепробиття гармат британських лінкорів                                         | Бронепробиття гармат британських лінкорів                                         | Бронепробиття гармат британських лінкорів                                         |
| дистанція                                 | дистанція                                 | Розрахункове бронепробивання вертикальної / горизонтальної круппівської броні, мм | Розрахункове бронепробивання вертикальної / горизонтальної круппівської броні, мм | Розрахункове бронепробивання вертикальної / горизонтальної круппівської броні, мм |
| ----------------------------------------- | ----------------------------------------- | --------------------------------------------------------------------------------- | --------------------------------------------------------------------------------- | --------------------------------------------------------------------------------- |
| кбт                                       | м                                         | 381-мм Mk-I «Вангард»                                                             | 406-мм Mk-I «Нельсон»                                                             | 406-мм Mk-II «Лайон»                                                              |
| 75                                        | 13890                                     | 353/50                                                                            | 366/49                                                                            | 449/36                                                                            |
| 100                                       | 18520                                     | 297/79                                                                            | 310/72                                                                            | 389/82                                                                            |
| 125                                       | 23150                                     | 259/109                                                                           | 261/99                                                                            | 335/112                                                                           |
| 150                                       | 27780                                     | 229/145                                                                           | 224/130                                                                           | 292/143                                                                           |

Головний калібр «Вангарда» складався з восьми 45-каліберних 381-мм гармат Mark I в чотирьох двогарматних баштах. З одного боку це було кроком назад у порівнянні з 406-мм установками, запланованими для «Лайона» і встановленими на американських лінкорах. До того ж ця гармата програвала за балістичними характеристиками 380-381-мм гарматам лінкорів європейських країн. Однак в дійсності бронепробиття 381-мм гармати не було кардинально гіршим, ніж у 406-мм гармати «Нельсона». І на всіх дистанціях вона вигравала у 356-мм гармат «Кінг Джорджа».
Розташування по дві двогарматні башти на носі і кормі давало найкращу з точки зору управління вогнем конфігурацію. Запас 381-мм гармат і снарядів до них також був великий. Сама конструкція гармати і установок була надійною та відпрацьованою. 381-мм гармата мала гарну купчастість вогню, а завдяки можливості заряджання за будь-якого кута піднесення і відпрацьованій конструкції установки вона мала високу практичну швидкострільність.
Однак у конструкцію башт необхідно було внести низку змін. Бронювання башт було явно недостатнім. Лобова плита мала товщину лише 229 мм, а дах — 114 мм. Кут піднесення гармат був обмежений і дальність пострілу не перевищувала 12 миль. Полуменева непроникність установки, спроєктованої ще до Ютландської битви (1916), не задовольняла вимогам 1940-х років. Баштові 4,6 м далекоміри також вимагали заміни.
У першу чергу замінили лобову плиту на плиту товщиною 343-мм з вищими амбразурами, що дозволяли надавати гарматам кути піднесення до 30°. Порти гармат вийшли досить великими і їх закрили зверху спеціальними броньованими кришками. Дах замінили на 152-мм плити нецементованої броні. З неї прибрали командирську башточку, що заважала стрільбі піднесеної башти поверх даху зниженої башти. Для противаги зростанню передньої ваги башти її підлогу збільшили з 51 до 76 мм. Бойове відділення і системи подавання обладнали полуменевонепроникними екранами. Замість 4,5 метрових далекомірів поставили 9-метрові. Вперше у британському флоті башти отримали дистанційний силовий привод не тільки вертикального, а й горизонтального наведення.
Системи подавання нових башт були модернізовані під нові подовжені 879-кг бронебійні снаряди. А станини, цапфи і противідкатні пристрої посилили для можливості використання посилених зарядів з 220,4 кг кордіту марки SC-300. Це надавало бронебійним снарядам початкову швидкість у 805 м/с. Але використання підвищених зарядів призводило до сильного зносу ствола, тому на практиці в умовах мирного часу їх не використовували. Штатний заряд придавав снаряду початкову швидкість у 785 м/с.
В результаті усіх змін маса рухомої частини башти становила 855 довгих тонн — на 20 т більше ніж за проєктом. Маса озброєння також була збільшена за рахунок збільшення маси КДП з 63 до 70 т, потужніших гідравлічних механізмів з 63 до 70 т, рідини-носія з 80 до 91 т та ще 20 т додаткового антикорозійного мастила.
Швидкість горизонтального наведення становила 2°/с, вертикального — 5°/с. Технічна швидкострільність не змінилася і становила 2 постріли за хвилину. Модернізовані башти отримали індекс Mk IN, такий же як башти на модернізованих у 1930-і роки лінкорах та лінійних крейсерах.
Однією з проблем стала потреба переробки системи подавання. На момент створення установок перед першою світовою війною загальноприйнятою практикою було розміщення снарядних погребів під зарядними. Вважалося що для вибухонебезпечних погребів велику небезпеку становлять міни та торпеди. До початку другої світової війни за результатами Ютланда усвідомили небезпеку потрапляння снарядів у погріб через палубу. Тому зарядний погріб стали розміщувати саме знизу. Міняти систему подачі повністю було занадто витратно. Тому розробники пішли на компроміс. Зарядний погріб був розміщений в самому низу, але заряди з нього подавалися у проміжне перевантажувальне відділення, яке розташовувалося над снарядним погребом. І вже звідти заряди переміщалися незміненою системою подачі. Для додаткового захисту перевантажувальне відділення оснащувалося полуменево непроникними дверима, а заряди в нього подавалися у спеціальних пеналах.
Боєзапас для розрахунку стандартної водотоннажності становив по 80 снарядів на ствол і така ж кількість зарядів до них. Максимальний боєзапас за повної водотоннажності становив по 114 снарядів і зарядів на ствол.

#### Середній калібр
Універсальна артилерія повторювала тип «Кінг Джордж V» — шістнадцять 133-мм універсальних гармат Mk I у двогарматних баштах Mk III. Розглядалися варіанти озброєння досить вдалими британськими 114-мм зенітними або американськими 127-мм гарматами. Від обох відмовилися, тому що британським адміралам подобалася здатність 133-мм 36,5 кг снаряда зупинити есмінець або вразити крейсер супротивника.
На відміну від американських 127-мм гармат таке озброєння не було повноцінно універсальним. Зенітні можливості були досить обмеженими. За проєктом швидкострільність 133-мм гармат повинна була становити 16 пострілів на хвилину. Але для снаряда масою в 36,5 кг унітарний постріл був би занадто важким, тому довелося застосувати роздільно-гільзове заряджання. При цьому снаряд все одно був дуже важким для ручного подавання і величина швидкострільності через декілька хвилин ведення вогню швидко спадала. У результаті технічна щвидкострільність сягала 10-12 пострілів на хвилину, а практична не перевищувала 7-8. Плюсом була велика досяжність за дальністю і висотою. Але установки мали відносно низьку швидкість обертання і не встигали за швидкісними літаками, що з'явилися у ході війни. Істотним недоліком була і відсутність у британців радіолокаційних детонаторів, що знижувало ефективність зенітного вогню.

#### Зенітна артилерія
| Гармата                          | НКРС      | 40 мм «Пом-пом» | 40 мм «Пом-пом» | 40 мм «Пом-пом» | 40 мм «Бофорс» | 40 мм «Бофорс» | 40 мм «Бофорс» | 40 мм «Бофорс» | 40 мм «Бофорс» | 40 мм «Бофорс» | 20 мм «Ерлікон» | 20 мм «Ерлікон» | 20 мм «Ерлікон» |
| Установка                        | UP 178-мм | Mk VIII         | Mk IV           | УСЬОГО          | Mk VI          | BUSTER         | Mk II STAAG    | Mk III         | Mk VII         | УСЬОГО         | Mk XIV          | Mk XII          | УСЬОГО          |
| -------------------------------- | --------- | --------------- | --------------- | --------------- | -------------- | -------------- | -------------- | -------------- | -------------- | -------------- | --------------- | --------------- | --------------- |
| Кількість стволів                |           | 8               | 4               |                 | 6              | 2              | 2              | 1              | 1              |                | 6               | 2               |                 |
| Зміна складу зенітного озброєння |           |                 |                 |                 |                |                |                |                |                |                |                 |                 |                 |
| проєкт 15Е, квітень 1941         | 4         | 6               |                 | 48              |                |                |                |                |                |                |                 |                 |                 |
| Вересень 1942                    |           | 9               | 1               | 76              |                |                |                |                |                |                |                 | 12              | 24              |
| Червень 1943                     |           |                 |                 |                 | 9              | 1              |                |                |                | 56             |                 | 12              | 24              |
| Початок 1945                     |           |                 |                 |                 | 9              | 1              |                |                |                | 56             | 6               | 14              | 64              |
| Квітень 1945                     |           |                 |                 |                 | 9              | 1              |                | 7              | 4              | 67             |                 | 9               | 18              |
| 1946                             |           |                 |                 |                 | 10             |                | 1              |                | 11             | 73             |                 |                 |                 |
| 1954                             |           |                 |                 |                 | 10             |                | 1              |                | 4              | 66             |                 |                 |                 |
| 1956                             |           |                 |                 |                 |                |                |                |                | 4              | 4              |                 |                 |                 |

Аж до проєкту 15Е зенітне озброєння повинно було повторювати тип «Кінг Джорджа» — шість восьмигарматних установок Mk VI 40-мм автоматів «пом-пом». Установка Мк VI була важкою (16 тонн) і займала багато місця. Але вона добре вписувалася в британську теорію «вогневого потоку», за якою літак противника мав зустрічати шквал 40-мм снарядів. Правда до початку війни «пом-пом» вже морально застарів — стрічкова подача була ненадійною, а практична швидкострільність у 100—115 пострілів на хвилину вже не була високим досягненням.
У проєкті 15D до складу зенітного озброєння включили чотири установки UP некерованих 178-мм зенітних ракет. Вони перекочували у проєкт 15E, затверджений 17 квітня 1941 року. Але досвід бойових дій показав їх непотрібність і у специфікації вересня 1942 вони вже були відсутні. Згідно з цією ж специфікацією планувалася додатково встановити 12 двогарматних «Ерліконів» з боєзапасом 1 800 снарядів на ствол.
До кінця 1941 року стало зрозуміло, що зенітне озброєння «Кінг Джорджа» є недостатнім. Однак проблемою для розміщення додаткових восьмигарматних установок «пом-помів» була нестача місця. На щастя, тоді ж вирішили, що авіаційне озброєння на лінкорах показало свою практично повну непотрібність і від нього відмовилися. Кормову димову трубу змістили вперед і у середній частині корабля влаштували додаткову надбудову, на якій розмістили катери і дві додаткові одиниці восьмигарматних установок «пом-помів». Але «зручне» місце скінчилося і дев'яту установку Mk VI довелося розмістити в кормі, у зоні дії дульних газів кормових башт. Додатково на башту ГК № 2 вирішили встановити одну чотиригарматну установку «пом-помів» Mk VII. Боєзапас «пом-помів» за проєктом становив по 500 снарядів на ствол.
У ході війни британський флот став використовувати ліцензійні 40-мм автомати «Бофорс» і 20-мм «Ерлікон». Англійці розробляли шестиствольну установку «Бофорс» Mk VI. Її термін прийняття на озброєння збігався з часом уведення в дію «Вангарда». У червні 1943 року було прийнято рішення замінити всі восьмиствольні «пом-поми» на шестиствольні «Бофорс». Установку Mk VII вирішили замінити на двоствольну стабілізовану установку «Бофорс» Buster (англ. Bofors Universal Stabilized Tachymetric Electric Radar). На початок 1945 року планувалося додатково встановити на надбудові шість чотиригарматних установок Mk XIV «Ерлікон» з дистанційним приводом і на верхній палубі ще 14 двоствольних Mk XII з ручним.
Досвід фінальних боїв на Тихому океані показав недостатню ефективність 20-мм автоматів проти камікадзе. До того ж було прийнято рішення відмовитися від виробництва чотириствольних «Ерліконів». Тому у квітні 1945 року було прийнято рішення відмовитися від чотириствольних і частини двоствольних «Ерліконів» із заміною їх на двоствольні і одноствольні установки «Бофорс». Після обговорення декількох варіантів заміни вирішили залишити сім двоствольних «Ерліконів», а решту замінити одногармантими установками «Бофорс» Mk III. Замість чотириствольних установок «Ерлікон» вирішили поставити дві установки «Ерлікон» Mk XII або Mk V та чотири одногарматних «Бофорс» Mk VII з силовим приводом.
У квітні 1946 року усі установки «Ерліконів» і одноствольні «Бофорс» замінили на одноствольні «Бофорс» Mk VII. Останньою зміною стало включення до складу озброєння автомата STAAG Mk II. Це була двоствольна установка «Бофорс», але принципово нового типу. Вона мала автономне живлення і систему управління розміщену на самій установці. Автомат STAAG випередив свій час, але був «сирим» і його автоматика часто давала збої. Таким чином, під час уведення в дію зенітне озброєння «Вангарда» складалося з 73 40-мм «Бофорс» — десять шестиствольних установок Mk VI, один двогарматний автомат STAAG і 11 одногарматних Mk VII. Загальний боєзапас для «Бофорсів» становив 92 637 снарядів. Що становило приблизно по 1269 на ствол.

#### Авіаційне озброєння
До складу авіаційного озброєння у проєкт 15E входили два літаки і катапульта D111H. Катапульта мала розміщувалася на юті разом з підпалубним ангаром для літаків. За такого розташування середня частина надбудови звільнялася для розміщення додаткового зенітного озброєння. Така ж схема розміщення використовувалась на американських лінкорах та французькій «Гасконі». Але розвиток палубної авіації та радарів знизив потребу у корабельних гідролітаках і в подальшому від авіаційного озброєння відмовились.

#### Системи управління вогнем
На «Вангарді» спробували створити єдину систему управління вогнем, що включала у себе всі оптичні та електронні датчики, а також аналогові обчислювальні системи. Замість основного і резервного пунктів управління стрільбою були встановлені два командно-далекомірні пости (КДП) управління головним калібром. Вони були з'єднані з центральним постом обробки інформації. Обидва КДП головного калібру, передній і задній, мали ідентичний склад обладнання та оснащувалися артилерійським радаром «Тип 274». Резервні пости були обладнані у піднесених баштах головного калібру. Всі вони з'єднувалися з постом обробки інформації, де був один екран радара «Тип 274». Артилерійський офіцер перемикав цей екран на сигнал того КДП, який був ближчим до цілі.
Можливості існуючої на той момент британської системи управління зенітним вогнем з КДП HACS декількох модифікацій не влаштовували розробників «Вангарда». Система обробки даних на них була досить примітивною і не встигала обробляти дані для стрільби по швидкісних цілях. Розробка нової стабілізованої системи TS1 у роки війни не просунулася далі від створення прототипу. Тому британці змушені були піти на закупівлю американських КДП Mk.37, але з британськими радарами «Тип 275». Єдиним мінусом такого рішення було збільшення загальної маси КДП з 44 (при використанні закладених у проєкті HACS III) до 64 т. Зате це істотно підвищило можливості універсальної артилерії.
На «Кінг Джорджі» чотири КДП універсальної артилерії стояли «квадратом» — по два спереду і позаду. За такої схеми було важко передавати керування вогнем від одного КДП до іншого за перетину літаком курсу корабля. Тому на «Вангарді» була застосована «ромбічна» схема, як на американських лінкорах. По одному КДП стояло спереду та позаду на надбудовах, ще пара стояла по бортах у середній частині корабля. Також для управління чотирма установками кожного борту існувала резервна дистанційна система управління з постів спостереження ППО. Вона застосовувалася в основному для управління стрільбою освітлювальними снарядами.
Всі десять 6-ствольних установок «Бофорс» отримали індивідуальні стабілізовані КДП, оснащені радаром «Тип 262». Все устаткування було виготовлено, проте у мирний час частина примхливого обладнання не встановлювалася і зберігалася на березі. Повністю комплектною була лише установка STAAG. Вся система управління установкою, включаючи систему стабілізації, радар «тип 262», аналоговий комп'ютер і навіть генератор для живлення приводу перебували на самій установці. Одногарматні установки «Бофорс» мали лише локальне управління.
Нововведенням на «Вангарді» був бойовий інформаційний пост. Він був добре захищений, та розміщався під головною броньовою палубою. Навколо нижнього бойового поста розміщувалися радарний пост з екранами усіх радарів, приміщення з операторами обчислювальних систем та пост управління ППО. Тут же знаходився нижній бойовий пост, в якому були зосереджені всі засоби управління кораблем. Цей пост не був закладений у початковий проєкт і був доданий у його конструкцію вже після закладки. Для визначення взаємного розташування приміщень і обладнання був навіть створений макет цього відсіку у повний розмір. Перелік радіоелектронного обладнання та персоналу з його обслуговування постійно збільшувався. Це не закладалося у проєкт, тому призвело до тісноти в цих приміщеннях. Але для того часу постійне зростання простору, зайнятого електронікою, було стандартною проблемою.

#### Радіолокаційне та електронне обладнання
Кількість і тип радіоелектронного обладнання постійно змінювався. При введенні у дію «Вангард», першим з кораблів британського флоту, був оснащений комбінованим радаром «Тип 960» з антеною на топі грот-щогли. Цей радар забезпечував раннє виявлення кораблів і літаків противника. На додаток до нього був встановлений радар «Тип 277» з антеною на краспиці фок-щогли. Він дозволяв виявляти надводні цілі та низьколітаючі літаки. Для цілевказування був встановлений радар «Тип 293» з антеною попереду фок-щогли. На відміну від одинарних відміток цілей, позначки своїх кораблів і літаків на екранах усіх цих радарів виглядали подвійними. Для розпізнавання цілей існували два приймачі системи розпізнавання «свій-чужий» «Тип 253». Для радарів «Тип 277» і «Тип 293» для цієї ж мети використовувався передавач «Тип 242». Були встановлені навігаційні радари «Тип 268» та «Тип 930», що застосовувалися також для виявлення надводних цілей.
Найчисленнішими були артилерійські радари. На КДП головного калібру стояли два радари «Тип 274», на КДП універсального калібру — чотири «Тип 275». Для управління зенітною артилерією використовувалися 11 радарів «Тип 262».
Антени усіх артилерійських радарів та радарів «Тип 277», «Тип 293», «Тип 268» і «Тип 930» були стабілізованими. Велика кількість радарів потягла за собою і проблеми з їх розташуванням. Так радар «Тип 268» постійно затінювався грот-щоглою, трубою і заднім КДП універсальної артилерії. Радари також створювали завади роботі сусідніх систем. Так радар «Тип 960» забивав сигнал радарів «Тип 275» універсального калібру. А УКВ радіостанції для оперативного зв'язку між кораблями з'єднання створювали завади радарам «Тип 277», «Тип 293» і тому ж «Тип 275».
На «Вангарді» було встановлено велику кількість засобів зв'язку і радіопеленгації. Більшість приймальних радіостанцій знаходилася на містках вежеподібної надбудови, а передавальних у кормовій надбудові. Радіопеленгатори перекривали весь діапазон частот, у тому числі УКХ, що було нововведенням для того часу. Встановлювалися і найпростіші засоби РЕБ — детектори радіолокаційного виявлення та станції створення завад локаторам противника .
Магнітного компаса на лінкорі не встановлювали. Для цілей навігації використовувалися три незалежних гірокомпаси зі своїми джерелами живлення і приводами.

## Історія служби
| Командири корабля                                | Командири корабля           | Командири корабля |
| ------------------------------------------------ | --------------------------- | ----------------- |
| Командир                                         | Мовою оригіналу             | Дата призначення  |
| Флот метрополії                                  |                             |                   |
| Кептен У. Дж. Егнью                              | captain W. G. Agnew         | 15 жовтня 1945    |
| Кептен Ф. Р. Пархем                              | captain F. R. Parham        | 29 березня 1947   |
| Кептен Дж. В. Гледстоун                          | captain G. V. Gladsone      | 28 липня 1949     |
| Кептен Д. X. Холл-Томпсон                        | captain D. H. Hall-Thompson | 18 серпня 1950    |
| Кептен Дж. С. Литчфилд                           | captain J. S. S. Litchfield | 21 грудня 1951    |
| Кептен Р. Е. Івінг                               | captain R. A. Ewing         | 18 січня 1953     |
| Кептен Р. Дж. Тервітт                            | captain Sir st J. Tyrwhitt  | 12 травня 1954    |
| Резервний флот                                   |                             |                   |
| Командер Х. Дж. Бернард                          | commander H. G. Barnard     | 1 січня 1955      |
| Командер Дж. М. Гарнет                           | commander J. N. Garnett     | 9 січня 1956      |
| Кептен Е. Дж. Пое (командувач резервним флотом)  | captain A. G. Poe           | 1 грудня 1956     |
| Кептен Н. У. Фішер (командувач резервним флотом) | captain N. W. Fisher        | 3 липня 1958      |

Першим командиром «Вангарда» став призначений 15 жовтня 1945 року кептен У. Дж. Егнью. Після завершення циклу заводських і приймальних випробувань лінкор 9 серпня 1946 був включений до складу флоту.
Незабаром йому випала почесна роль «королівської яхти» для подорожі короля Георга VI у Південну Африку. Лінкор вирішили ґрунтовно підготувати до цієї місії, тому що король повинен був подорожувати з усією сім'єю. «Вангард» був відправлений на верф у Плімуті, де з жовтня по грудень пройшов переобладнання. Адміральські приміщення були переплановані — ізольовані від інших офіцерських приміщень, оснащені власною галереєю. Оздоблення не відрізнялося великою розкішшю, але в апартаментах королівського подружжя встановили меблі, зняті зі старої королівської яхти «Вікторія енд Альберт». Замість 40-мм автомата STAAG на другий башті був обладнаний прогулянковий майданчик, який можна було використовувати як трибуну на стоянці.
«Вангард» вийшов у море 31 січня 1947 року. Як ескорт його супроводжували авіаносець, два крейсери і есмінець. Рейс тривав три місяці, протягом яких король і його свита більшість часу провели на борту лінкора. На початку походу «Вангард» відвідав французький порт Шербур, де його 21 залпом привітав лінкор «Рішельє». 17 лютого кораблі прибули до Кейптауна. Потім почалося двомісячне плавання уздовж берегів південного узбережжя Африки. З 6 по 10 березня кораблі зайшли в Саймостаун, з 10 по 24 березня перебували в Салданья-Бей, 27 березня зайшли в Іст-Лондон, з 28 по 31 березня були в Порт-Елізабет, 8 квітня в Дурбані і на зворотному шляху знову відвідали Кейптаун з 11 по 24 квітня. У травні «Вангард» повернувся в Портсмут. Королівська сім'я залишилася задоволена подорожжю і подякувала команді та капітану.
29 травня 1947 командиром «Вангарда» став кептен Ф. Р. Пархем. Пройшовши докування в Плімуті, лінкор знову став на переобладнання. Були перероблені ряд кубриків і допоміжних приміщень. У листопаді 1947 року «Вангард» змінив у ролі флагмана навчального флоту метрополії лінкор «Хоу». На початок 1948 року був запланований черговий королівський вояж в Австралію та Нову Зеландію і лінкор знову відправили на верф. Були переобладнані королівські апартаменти, в умивальниках і душових підключили гарячу воду і оздобили їх нержавійкою, встановили нові пральні машини. На кораблі з'явилася перукарня і майстерня з ремонту одягу. Подорож планувалося навколосвітня, тому для проходження Панамським каналом «Вангард» оснастили буксирними пристосуваннями. Прибрали всі виступаючі пристрої — забортні сміттєві рукави, трапи тощо.
Але через хворобу короля похід скасували і лінкор на два місяці пішов у Середземне море. 31 січня 1949 року «Вангард» вийшов з Портленда у Гібралтар. Тут він тимчасово став флагманом Середземноморського флоту і 5 березня на ньому підняв свій прапор його командувач. У Середземному морі «Вангард» брав участь у декількох маневрах, провів навчальні стрільби і відвідав декілька єгипетських, французьких та італійських портів. 22 липня 1949 року лінкор повернувся у Плімут. На нього був призначений новий командир — кептен Дж. В. Гледстоун.
Після докування в Девенпорті «Вангард» повернувся до складу навчальної ескадри, ставши її флагманом замість лінкора «Енсон». У лютому 1950 року був здійснений похід у Гібралтар. Повертаючись додому в ніч на 14 лютого біля мису Фіністер лінкор надав допомогу потерпаючому від негоди французькому судну «Боффа». 7 березня 1950 року в Дуврі «Вангард» вітав салютом прибуття до Англії з офіційним візитом французького президента Венсана Оріоля. У червні-липні 1950 року перебував у поході уздовж берегів Шотландії і Північної Ірландії, по шляху заходячи в різні порти, де був відкритий для екскурсій. У кінці липня був присутній на королівській парусній регаті в Соленті. Наприкінці першого тижня серпня прибув у Портсмут. 18 серпня 1950 року в командування лінкором вступив кептен Д.X.Холл-Томпсон.

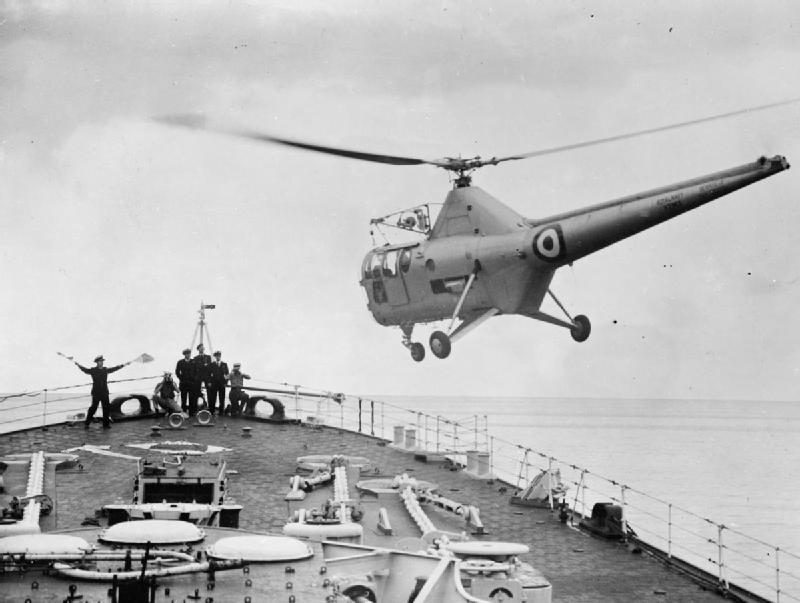
Один з небезпечних маневрів — гвиноткрил Westland Dragonfly з британського авіаносця «Ілластрієс» сідає на неогороджений майданчик на кормі лінкора «Вангард»

15 вересня 1950 року «Вангард» під прапором командувача флотом Ф. Вайена вийшов у Гібралтар для проведення традиційних осінніх навчань Флоту метрополії. У навчаннях, які почалися 20 жовтня, брали участь 20 бойових кораблів Флоту метрополії та канадської ескадри. Серед них були два авіаносці, які відпрацьовували авіаційні атаки на «Вангард». Після закінчення навчань «Вангард» відвідав Сан-Вісенте на Кабо-Верде, Мадейру і Лісабон. Лінкор повернувся у Портсмут 7 грудня 1950 року. 19 січня 1951 року «Венград» знову вийшов у Гібралтар для проведення протичовнових навчань з Шостим флотом ВМС США. Під час навчань, 10 лютого, лінкор зіткнувся з авіаносцем «Індомітебл», але на щастя без серйозних наслідків для обох. Після закінчення навчань «Вангард» відвідав Геную і Вілльфранш. 14 березня 1951 командувач флотом спустив свій прапор і «Вангард» став на семитижневий ремонт у Девенпорті.
8 травня 1951 року лінкор на рейді Дувра привітав 21-залповим салютом яхту «Даннеброг» з королем та королевою Данії, які прибули з візитом до Великої Британії. Після цього на «Вангарді» підняв прапор командувач навчальної ескадри контрадмірал Дік. Влітку лінкор у рамках «демонстрації прапора» зробив низку заходжень у британські порти, беручи участь у різних урочистих заходах. Сам лінкор при цьому був відкритий для відвідувань. 31 серпня флагманом навчальної ескадри став «Індефатігебл», а «Вангард» 16 вересня 1951 року став на п'ятимісячний ремонт . Під час ремонту для уникнення перевантаження зменшили ємність паливних цистерн.
21 грудня 1951 року новим командувачем «Вангарда» став кептен Дж. С. С. Литчфілд (J.S.S.Litchfield). Спочатку 1952 року надійшло розпорядження готувати лінкор до нового королівського вояжу. Королівські апартаменти знову були впорядковані, але 6 лютого 1952 року надійшла звістка про смерть короля Георга VI і вояж скасували.
15 лютого 1952 року «Вангард» був у навчальному поході в районі Гібралтару. 13 травня 1952 року на лінкорі підняв свій прапор командувач Флотом метрополії і «Вангард» вийшов у Північне море для навчань спільно з голландським флотом. Після навчань з 28 червня по 4 липня лінкор здійснив заходження у Роттердам. 1 липня його відвідала з візитом королева Юліана і принц Бернард. Під час візиту лінкор був відкритий для відвідувань і його відвідали 10 000 осіб. 10 липня «Вангард» повернувся у Портсмут.

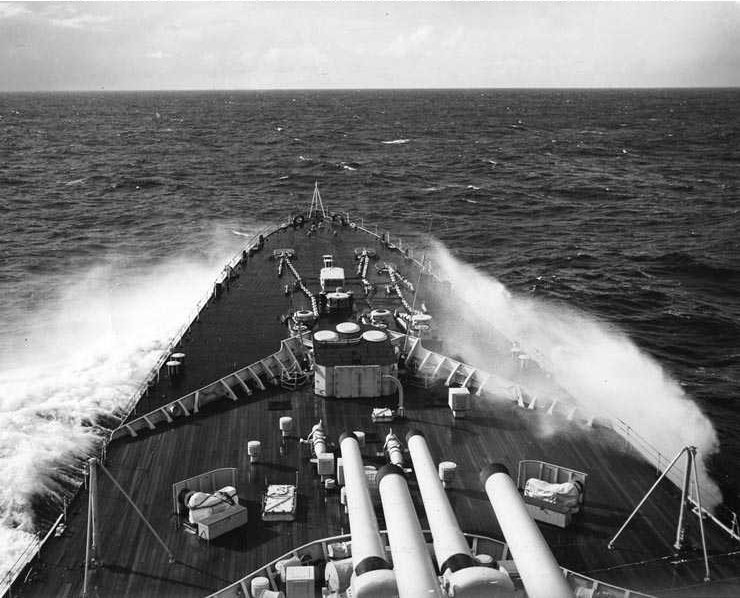
«Вангард» йде 30-вузловою ходою під час навчань «Мейн Брейнс» у 1953 році

Восени 1952 року лінкор вийшов у море для участі в навчаннях НАТО «Мейн Брейнс», які завершилися 23 вересня 1953 року. Потім відвідав Норвегію і після нетривалої підготовки вперше вирушив для навчань в арктичні води. «Вангард» повернувся у Портстмут 1 грудня 1952 року. 19 січня 1953 року на борт лінкора піднявся новий командувач — кептен Р. Е. Івінг (R.A.E.Ewing). На наступний день корабель вирушив на докування в Гібралтар, де провів п'ять тижнів. 2 березня 1953 року вийшов у море для проведення навчань і після їх завершення повернувся у Портстмут 25 березня. Тут він брав участь у традиційних Днях флоту, під час яких на кораблі побували 31 000 відвідувачів.
9 червня «Вангард» вийшов на Спітхедській рейд для підготовки до параду на честь коронації королеви Єлизавети II. «Коронаційне ревю» відбулося 15 червня 1953 року. Лінкор грав роль флагманського корабля. В урочистостях взяли участь кораблі іноземних держав. У тому числі був присутній радянський крейсер «Свердлов».
У вересні 1953 року «Вангард» взяв участь у навчаннях НАТО «Маринер» в Атлантиці. Тут він взаємодіяв з американським лінкором «Айова». Це був останній випадок спільних навчань британських і американських лінкорів. Навчання завершилися 3 вересня 1953 року, коли «Вангард» кинув якір у Гриноці. Після прибуття до Портсмута 26 листопада 1953 року лінкор став на двомісячний ремонт. 21 січня 1954 року «Вангард» вийшов з Портсмута на докування у Гібралтар, де й пробув до 10 березня 1954 року. Потім він брав участь у навчаннях у Середземному морі спільно з французькими та голландськими кораблями, повернувшись у Портсмут 1 квітня 1954 року. Навесні під час традиційних Днів флоту його відвідали 34 000 осіб. 13 травня «Вангард» брав участь в операції «Лояльність» — зустрічі королівської яхти «Британія» з королевою Єлизаветою II і принцом Філіпом на борту, які поверталася з навколосвітньої подорожі. «Вангард» зустрів королеву 21-залповим салютом і супроводив з іншими кораблями у Портленд. Потім лінкор вирушив з тижневим візитом в французький Брест. Останні десять днів травня «Вангард» провів у Портсмуті. Потім у червні він брав участь у навчаннях, а наприкінці місяця доставив командувача флотом на конференцію НАТО в Осло. 11 листопада в Хельсінборгу на його борт піднявся король Швеції Густав VI. Це був останній візит коронованої особи на борт «Вангарда». 21 липня 1954 року лінкор повернувся у Портсмут і тут 24 липня 1954 року на його борт піднявся останній його командир — кептен Р.Дж. Тервітт.
Термін активної служби «Вангарда» закінчувався. Британська імперія перебувала в глибокій економічній кризі і утримання численних кораблів було для неї непомірним тягарем. 15 вересня 1954 року у Портсмуті на «Вангарді» був спущений прапор командувача флотом і 25 вересня лінкор останній раз здійснив самостійний перехід у Девенпорт. Тут він став на досить дороге переобладнання вартістю в 220 000 фунтів стерлінгів. Велика частина екіпажу разом з капітаном покинула корабель.
Після завершення ремонтних робіт 5 березня 1956 «Вангард» був переведений до складу Резервного флоту. На ньому підняв прапор командувач резервним флотом віце-адмірал Р. Дж. Онслоу. Поступово з лінкора зняли багатогарматні, а потім і одногарматні «Бофорси» і частину радіолокаційного обладнання. Простоявши три роки біля стінки, 1 листопада 1959 року він передав флагманське звання крейсеру «Шеффілд». Лінкор був виключений зі списків флоту і 7 червня 1960 на «Вангарді» був спущений прапор. Незабаром лінкор був проданий на злам шотландській фірмі BISCO («British Iron & Steel Corporation») за 560 тис. фунтів стерлінгів. До кінця 1962 року остання секція корабля — відсіки подвійного дна — була остаточно розібрана на метал.
Лінкор «Вангард» був 12-м кораблем, що носив це ім'я. Воно перейшло до спущеного на воду 4 березня 1992 року атомного підводного човна озброєного балістичними ракетами «Трайдент».

## Оцінка проєкту
Компромісність проєкту нового британського лінкора насамперед проявилася в озброєнні його 381-мм гарматами. Їх бронебійна здатність хоча і було на рівні 406-мм гармат «Нельсона», але значно поступалося не лише 406-мм гарматам американських та японських лінкорів, але й 380-381-мм гарматам європейських лінкорів часів другої світової війни. Втім, надійність і точність стрільби частково компенсували ці обставини.
| ЗВМ «Вангард» під вогнем зарубіжних лінкорів | ЗВМ «Вангард» під вогнем зарубіжних лінкорів | ЗВМ «Вангард» під вогнем зарубіжних лінкорів           | ЗВМ «Вангард» під вогнем зарубіжних лінкорів           |
| Корабель                                     | Гармата                                      | Дистанція кбт, при куті зустрічі снаряда з бронею 90 ° | Дистанція кбт, при куті зустрічі снаряда з бронею 90 ° |
| Корабель                                     | Гармата                                      | ЕУ                                                     | погреби                                                |
| -------------------------------------------- | -------------------------------------------- | ------------------------------------------------------ | ------------------------------------------------------ |
| «Бісмарк»                                    | 380-мм                                       | 97-101                                                 | 94-157                                                 |
| «Рішельє»                                    | 381-мм                                       | немає                                                  | 124-147                                                |
| «Літторіо»                                   | 381-мм                                       | немає                                                  | 142-154                                                |
| «Вашингтон»                                  | 406-мм / 45 Mk.6                             | немає                                                  | 101-104                                                |
| «Айова»                                      | 406-мм / 50 Mk.7                             | немає                                                  | немає                                                  |
| «Ямато»                                      | 460-мм                                       | немає                                                  | немає                                                  |

Розташований під кутом пояс італійського «Літторіо» і французького «Рішельє» забезпечував кращий горизонтальний захист. З урахуванням скосу захищеність життєво важливих частин «Бісмарка» також була вищою. Але головний броньовий пояс «Вангарда» хоча і був дещо консервативної конструкції, зате мав велику висоту і забезпечував непоганий захист від снарядів та великий запас плавучості. З горизонтальним захистом все було гірше. Якщо загальна товщина броні у 7,5 дюймів (190 мм) у районі погребів була близькою до товщини палуб на найкращих закордонних кораблях, то товщина палуби в районі енергетичної установки була явно недостатньою. Все, на що британцям доводилося розраховувати, що завдяки гарному поділу на відсіки при попаданні бомби або снаряда падіння швидкості не перевищить 3-5 вузлів. Не дивно, що за розрахунковими зонами вільного маневрування (ЗВМ) у дуельній ситуації «Вангард» виглядає найменш переконливо серед усіх лінкорів останнього покоління. Хоча завдяки високій якості британської броні розрахункові зони вільного маневрування повинні бути розсунуті на 15-20 кабельтових.
| ЗВМ іноземних лінкорів під вогнем 381-мм гармат лінкора «Вангард» | ЗВМ іноземних лінкорів під вогнем 381-мм гармат лінкора «Вангард» | ЗВМ іноземних лінкорів під вогнем 381-мм гармат лінкора «Вангард» |
| Корабель                                                          | ЗВМ, кбт                                                          |                                                                   |
| ----------------------------------------------------------------- | ----------------------------------------------------------------- | ----------------------------------------------------------------- |
| «Бісмарк»                                                         | 73-118                                                            |                                                                   |
| «Рішельє»                                                         | від 68                                                            |                                                                   |
| «Літторіо»                                                        | від 90                                                            |                                                                   |
| «Вашингтон»                                                       | від 89 до 135                                                     |                                                                   |
| «Айова»                                                           | від 86 до 134                                                     |                                                                   |
| «Ямато»                                                           | від 75                                                            |                                                                   |

Важливо зазначити, що табличні дані не завжди дозволяють передбачити результат реального бою. Незважаючи на прекрасні балістичні характеристики італійських 381-мм гармат на папері, вони не допомогли досягти їм жодного попадання в Середземному морі. А головний пояс зі скосом хоча, швидше за все, і не був пробитий в останньому бою «Бісмарка» навіть на дистанції у 3-4 милі, не завадили британським лінкорам вивести його з ладу, не отримавши у відповідь жодного попадання. У цих боях на передній план вийшли надійність функціонування систем озброєння в різних умовах. І «Вангард» з його надійними гарматами та великою площею протиосколкового захисту містків і приладів управління, цілком міг добре проявити себе в боях з німецьким «Тірпіцем» та італійським «Вітторіо Венетто».
На тихоокеанському театрі, у порівнянні з лінкорами інших країн, останній британський лінкор виглядав би відверто слабо. Він поступався за вогневою потужністю не лише «Айові», але й «Саут Дакоті» та «Вашингтону». Тим більше він програвав у порівнянні з японськими гігантами «Ямато» і «Мусасі». Але досвід війни на Тихому океані показав, що чиста дуель лінкорів малоймовірна. І «Вангард» з його численними радарами і зенітною артилерією, доброю захищеністю країв корпусу і надбудов прекрасно підійшов би на роль центру «бойової стійкості» авіаносно-артилерійського з'єднання.
Відверто найслабшим місцем англійської лінкора був конструктивний підводний захист. Такий важливий показник як глибина ПТЗ був у «Вангарда» найгіршим серед однокласників. Хоча вона і була дещо поліпшена у порівнянні з типом «Кінг Джордж», закономірна загальна оцінка цього захисту була як посередня. Суперечливим моментом є і слабке бронювання бойової рубки. Хоча попадання в рубку і вважалося малоймовірним, попадання у «Принц оф Уеллс» у Данській протоці показало, що це є можливим.
За швидкістю ходу «Вангард» поступався лише американській «Айові». А за морехідними якостями був, можливо, найкращим лінкором у світі. Так на спільних з флотом США навчаннях у вересні 1953 року хвилі на «Вангарді» не заходили далі хвилеріза на баці. У той же час на американській «Айові» вони гуляли по всій палубі. При цьому крен «Айови» досягав 26°, а у «Вангарда» лише 15°. Водотоннажність у 45 000 тон можна було звичайно використати й раціональніше. Наприклад за рахунок переходу на вищі параметри пари та потужніші гармати. Але обмеження у часі цього просто не дали зробити. Проте за комплексом характеристик «Вангард» вважається найкращим британським лінкором. На думку британського історика Робертса, його захист був добрим, силова установка надійною, швидкість достатньою, а озброєння і морехідні якості чудовими. Таким поєднанням характеристик, на його думку, не міг похвалитися жоден лінкор іншої держави. Хоча британські суднобудівники і не змогли виконати поставленого перед ними завдання і встигнути ввести новий лінкор до ладу до закінчення війни, британський флот отримав одиницю високої боєздатності. При цьому ціна будівництва в 11,53 млн фунтів стерлінгів виявилася меншою, ніж у слабшого «Кінг Джорджа». Проте дні лінкорів були полічені і в післявоєнному флоті Великої Британії «Вангард» місця не знайшлося. Не прослуживши й 10 років, він був виведений у резерв, а потім пущений на злам.
| Порівняльні ТТХ лінкорів, побудованих у 1930—1940-х роках. |                      |                 |                             |                                                      |                  |                                 |                                 |                                 |
| характеристики                                             | «Кінг Джордж V»      | «Лайон»         | «Вангард»                   | «Саут Дакота»                                        | «Айова»          | «Бісмарк»                       | «Літторіо»                      | «Рішельє»                       |
| Країна                                                     | Велика Британія      | Велика Британія | Велика Британія             | США                                                  | США              | Третій Рейх                     | Італія                          | Франція                         |
| Водотоннажність стандартна/повна, т                        | 37 316/42 751        | 41 200/ ?       | 45 214/52 245               | 37 970/44 519                                        | 48 425/57 540    | 41 700/50 900                   | 40 724/45 236                   | 37 832/44 708                   |
| Артилерія головного калібру                                | 2×4, 1×2 — 356-мм/45 | 3×3 — 406-мм/45 | 4×2 — 381-мм/42             | 3×3 — 406-мм/45                                      | 3×3 — 406-мм/50  | 4×2 — 380-мм/47                 | 3×3 — 381-мм/50                 | 2×4 — 380-мм/45                 |
| Допоміжна артилерія                                        | 8×2 — 133-мм/50      | 8×2 — 133-мм/50 | 8×2 — 133-мм/50             | На першому 8×2 — 127-мм/38 на інших 10×2 — 127-мм/38 | 10×2 — 127-мм/38 | 6×2 — 150-мм/55 8×2 — 105-мм/65 | 4×3 — 152-мм/55 12×1 — 90-мм/50 | 3×3 — 152-мм/55 6×2 — 100-мм/45 |
| Зенітна артилерія за проєктом                              | 4×8 — 40-мм/40       | 6×8 — 40-мм/40  | 10×8 + 1×2 + 11×1— 40-мм/56 | 3×4 — 28-мм                                          | 3×4 — 28-мм      | 8×2 — 37-мм 12×1 — 20-мм        | 8×2 и 4×1 — 37-мм 8×2 — 20-мм   | 4×2 — 37-мм 4×4 и 2×2 — 13,2-мм |
| Головний броньовий пояс, мм/нахил, гр.                     | 356 — 381            | 381             | 343 — 356                   | 310/19°                                              | 307/19°          | 320                             | (70 + 280)/8°                   | 330/15,14°                      |
| Бронювання палуби, мм                                      | 127…152              | 152…203         | 127…152                     | 19 + 127…135                                         | 38 + 121…147     | 50…80 + 80…95                   | 45 + 90…162                     | 150…170 + 40                    |
| Бронювання башт ГК, лоб/дах, мм.                           | 324 / 149            | 381 / 203       | 324 / 149                   | 457 / 184                                            | 457 / 184        | 360 / 180                       | 380 / 200                       | 430 / 170                       |
| Бронювання бойової рубки, стінки/дах, мм                   | 76…102/38            | 76…114/51       | 64…76/38                    | 406/184                                              | 444/184          | 350 / 220                       | 250 / 120                       | 340 / 170                       |
| Глибина ПТЗ на рівні 0,5 осадки                            | 3,96                 | ?               | 4,57                        | 5,45                                                 | 5,45             | 5,5                             | 7,57                            | 7                               |
| Загальна товщина переборок КПЗ, мм                         | 57 DS (ПТП 44,5 DS)  | ПТП 44,5 DS     | 63 DS (ПТП 38 DS)           | 150 STS                                              | 150 STS          | 53 Ww                           | 71 ER                           | 77                              |
| Потужність ЕУ , к. с.                                      | 110 000              | 130 000         | 130 000                     | 130 000                                              | 210 000          | 138 000                         | 130 000                         | 150 000                         |
| Максимальна швидкість, вузлів                              | 28                   | 30              | 30,5                        | 27,5                                                 | 33               | 29                              | 30                              | 31,5                            |